# 卡爾·沃爾夫
卡尔·弗里德里希·奥托·沃尔夫（德語：Karl Friedrich Otto Wolff，1900年5月13日—1984年7月17日），纳粹德国党卫军人员、战犯。 他曾担任党卫队全国领袖个人参谋部（海因里希·希姆萊）部长，1943年前任党卫队与阿道夫·希特勒的联系人，后领导党卫队第29师，曾参与日出行动中的谈判，战争结束时担任党卫队与警察领袖。由于参与“日出行动”，沃尔夫在纽伦堡审判中免遭起诉。1964年，沃尔夫在西德被判犯有战争罪，1969年获释。